# Тунгістан

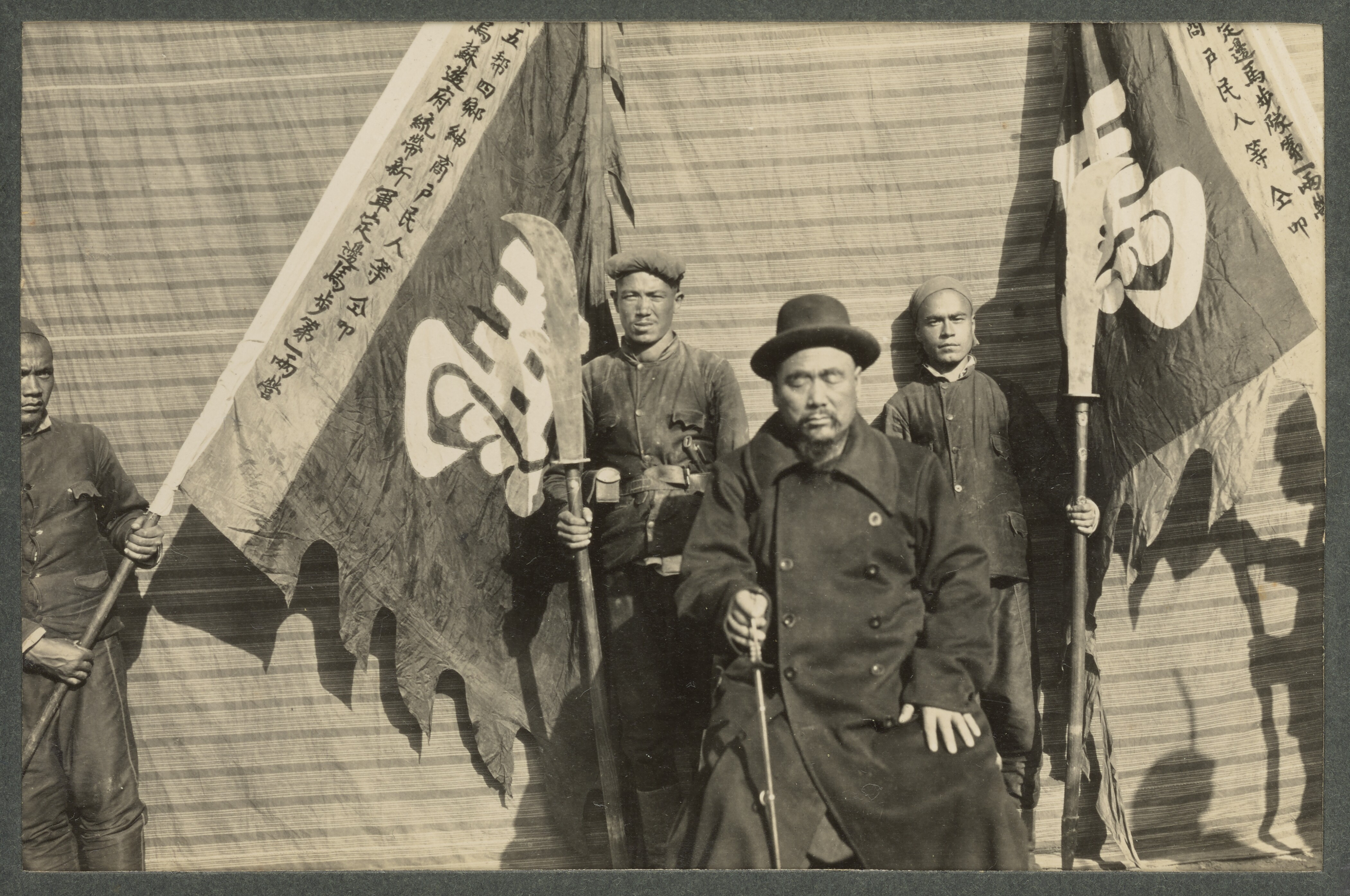
Генерал Тунгані під Хотаном, 1915 рік

Тунганістан (кит.: 東干斯坦, дунг. Хуэситан), також званий Дунганістан (названий на честь народу дунганів) — незалежно керований регіон у південній частині китайської провінції Сіньцзян з 1934 по 1937 роки, одночасно з громадянською війною в Китаї. Назву «Тунганістан» придумав австрійський знавець Монголії Вальтер Хайсіг. Територія включала оази південного Таримського басейну, а центром області був Хотан. Тунганістан був оточений з трьох боків військами, вірними губернатору Сіньцзяну Шен Шицаю, а з півдня — Тибетським плато.

## Історія
У 1934 році (після розпаду Першої Східно-Туркестанської республіки) мусульманський тунганський полководець Ма Джун'їн зник на радянській території. Його наступником став Ма Хушань, який втік з Кашгару в Хотан. Ма Хушань регулярно отримував телеграми, нібито від свого шурина з СРСР, в яких лідер Тунганістану обіцяв, що Ма Джун'їн скоро повернеться.
Ма Хушань керував регіоном з 1934 по 1937 роки, його піддані називали «королем». Під час його правління мусульмани хуейцзу Внутрішнього Китаю керували територією як колонією з тюркськими мусульманськими підданими. У Тунганістані податки були важкими, щоб забезпечити потреби 36-ї дивізії Китайської національної революційної армії. Селян і торговців експлуатували на користь військових гарнізонів. Примусовий призов на військову службу був поширеним явищем.
У 1935 році війська Тунганістану придушили повстання чархліків в районі сучасного повіту Руоцян.
Крім того, до 1935 року інфляція вийшла з-під контролю, тунганські війська дезертирували, а уйгури часто билися з тунганськими солдатами на вулицях Хотану.
Британський письменник і авантюрист Пітер Флемінг і швейцарська авантюристка Елла Мейлар подорожували Тунганістаном. Пізніше Флемінг описав регіон у своїх працях (особливо в книзі «Новини з Тартарії») .
У 1937 році радянські війська напали на Тунганістан і включили його до складу держави Шен Шицая. Ма Хушань, який спілкувався поштою з Чан Кайші, очікував певної допомоги від націоналістичного уряду в Нанкіні, але він не отримав жодної допомоги.

## Цікавинка
- Британський історик Майкл Діллон стверджував, що термін Дунганістан мав на увазі «з гумором», не посилаючись на жодні джерела.[9]